# LA QUINTA CAMERA 〜5番目の部屋〜
『LA QUINTA CAMERA 〜5番目の部屋〜』（ラ クインタ カーメラ ごばんめのへや）は、オノ・ナツメによる日本の漫画作品。
ぺんぎん書房の『COMIC SEED!』にて2003～2004年にウェブ上で連載されていた作品「 LA QUINTA CAMERA」のエピソード、描き下ろしのエピソードで構成されたコミックス。

## コミックス
- LA QUINTA CAMERA　(2004年　ぺんぎん書房)
- LA QUINTA CAMERA 〜5番目の部屋〜　(2006/7/28 小学館)

上記作品に新たなエピソードがプラスされ、カバージャケットも書き下ろしている。　

## 概要
イタリアのとある州都にあるアパートは、"5番目の部屋"を短期留学生に貸している。アパートに住む4人の中年男を中心に、訪れる留学生を囲んで、様々な物語を繰り広げる。

## 登場人物
マッシモ
BAR経営をしているアパート管理人。ルーカ、チェレ、アルに部屋を貸し、"5番目の部屋"は語学学校との契約で短期留学生へ貸している。
チェレ
漫画家。ハデ目なオシャレでクセのある変わり者。誕生日は12月25日。カツラを着用しており、オシャレなカツラをもらうと喜ぶ。
ルーカ
朝は清掃の仕事、日中は街角でアコーディオンや笛など、様々な楽器を演奏する音楽家。背丈が低く、常に帽子を装着。
アル
トラックの運転手。無精髭で長髪で無口で、家にいる時はほぼ寝ている。バツイチ。シャルロットのヒッチハイクで学校まで乗せてきた。
シャルロット
デンマークから語学学校に通うためにやってきた18歳の女の子。学校側の手違いで"5番目の部屋"を借りることになる。
アンナ・マリーア
マッシモの彼女。料理が得意で、たまにアパートを訪れては、みんなに御馳走する。

### これまでの5番目の部屋の住人
※すべて語学学校の留学生。
アレッサンド
2週間ほど滞在することになったイラストレーター。
秋雄（アキオ）
ものおとなしい性格の日本人。みんなから「アキーオ」と呼ばれている。
エリック
4人よりも、少しばかり年上の紳士。
マイク
ぽっちゃり系のアメリカ人。常にポテトやピザを食しては共同キッチンを油まみれにする。
ブルック
映画が大好きなお婆さん。